# Часы-пасхалия

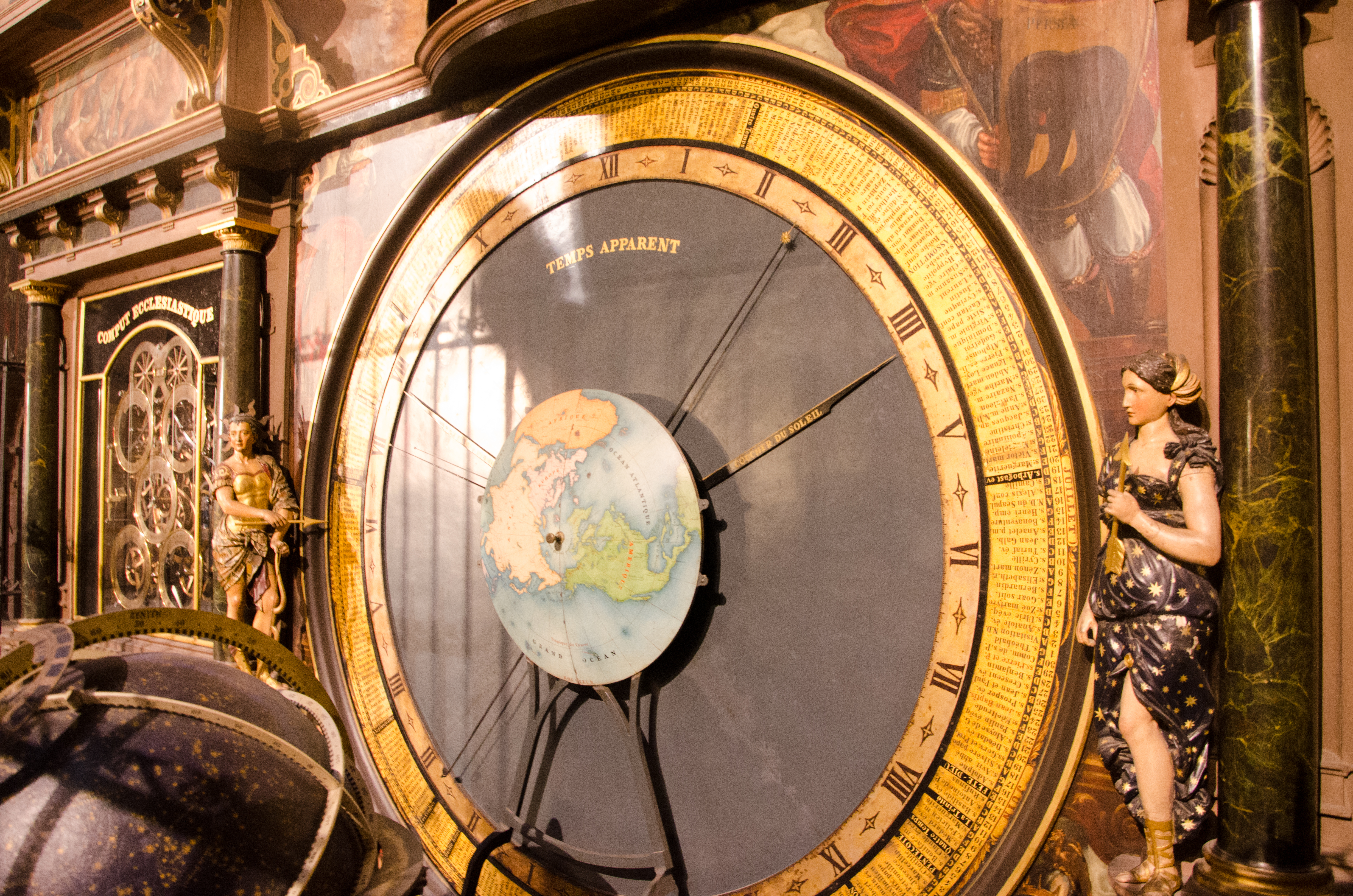
Жан-Баптист Швильге, пасхалия астрономических часов Страсбургского собора. В центре большое календарное кольцо, чёрными плашками отмечены даты переходящих праздников. Слева установлен встроенный в часы пасхальный калькулятор Швильге.

Часы-пасхалия — механические часы, оснащённые устройством, которое помогает производить определение даты предстоящей Пасхи (и зависящих от этой даты дат переходящих праздников христианских вероисповеданий) либо осуществляющие её вычисление автоматически.

## История
Функция указателя даты предстоящей Пасхи — одна из наиболее редко встречающихся астрономических функций механических часов, что объясняется сложностью реализации средствами часовой механики алгоритмов, которые применяются в вычислении даты Пасхи. Дополнительные затруднения вызывает и тот факт, что различные христианские вероисповедания исчисляют дату празднования Пасхи, исходя из разных календарных систем — по григорианскому календарю (новый стиль) или по юлианскому календарю (старый стиль), также в истории христианства с II века имеются разногласия, которые привели к различным толкованиям пасхалистических расчётов.
В настоящее время основные вероисповедания придерживаются двух методик расчёта даты Пасхи — это западная традиция и восточная традиция. В западной традиции за основу взяты григорианский календарь (новый стиль) и григорианская пасхалия, введённые в 1582 году папой Григорием XIII, в восточной традиции — юлианский календарь (старый стиль) и александрийская пасхалия, выработанная в III веке Александрийской церковью. В рамках этих традиций предлагались различные способы пасхалистического расчёта, в настоящее время наиболее употребительным считается алгоритм, предложенный в 1800 году и дорабатывавшийся в 1807 и 1811 гг. немецким математиком Карлом Фридрихом Гауссом. Этот алгоритм предназначался для григорианской пасхалии, однако, он также верен для расчёта александрийской пасхалии, что является частным случаем общего алгоритма Гаусса.
Александрийская пасхалия основана на расчёте лунных епакт по 19-летнему циклу — так называемому метонову циклу, который был предложен в 433 до н. э. древнегреческим астрономом Метоном Афинским. В основе метонова цикла лежит тот факт, что продолжительность 235 синодических месяцев с приемлемой точностью равна 19 тропическим годам. Таким образом, расписание лунных фаз, составленное для некоторого 19-летия, в точности повторяется в последующих 19-летиях, что позволяет составить таблицу пасхальных дат или сформулировать алгоритм для их вычисления на много лет вперёд. Использование метонова цикла в пасхалии было впервые предложено ок. 277 года Анатолием Лаодикийским, православным епископом и учёным из Александрии. Начиная с VIII века, александрийская пасхалия стала всеобщей и использовалась в Западной Европе вплоть до григорианской календарной реформы. Александрийская пасхалия даёт 532-летний период дат Пасхи, называемый великим индиктионом (также круг великий или пасхальный круг), в течение которого повторяется совокупность всех календарных величин, используемых в пасхалии. Так как пасхальный предел, то есть совокупность всех дат, на которые может выпадать дата Пасхи, составляет 35 дней (с 22 марта по 25 апреля по старому стилю и с 4 апреля до 8 мая по новому стилю), то алгоритм александрийской пасхалии равнозначен выбору из 18620 вариантов (532 х 35), что определяет сложность его реализации в компактном часовом механизме. Алгоритм григорианской пасхалии даёт ещё больше вариантов ввиду того, что длительность периода составляет 5 700 000 лет (70 499 183 лунных месяцев или 2 081 882 250 дней).
Очевидные трудности реализации алгоритмов пасхалии в часовом механизме объясняют тот факт, что за всю историю механического часового дела было изготовлено всего несколько экземпляров часов-пасхалий.
В вычислении даты Пасхи либо её определении по пасхальным таблицам в александрийской пасхалии используются специальные календарные и астрономические циклы: круг Луне (золотое число), круг Солнцу (солнечный цикл), основание, епакта, вруцелето года и индикт. В григорианской пасхалии также учитываются введённые в григорианский календарь дополнительные поправки: «солнечное уравнение» (учёт невисокосных годов, номер которых кратен 100) и «лунное уравнение» (учёт накопления ошибки метонова цикла).

## Типы конструкции часов-пасхалии
Часы-пасхалия табличной конструкции
В часах с табличной конструкцией пасхалии осуществляется индикация специальных (экклезиастических) календарных циклов: вруцелета, епакты, круга Солнцу (солнечного цикла), круга Луне (золотого числа) и индикта, которые используются в вычислении даты Пасхи либо определении её по специальным таблицам, в некоторых часах индикация экклезиастических циклов сопровождается непосредственной индикацией даты Пасхи на некоторый период, по окончании которого разметку этого указателя следует заменить на новую.
По-видимому, впервые функция пасхалии в механических часах была реализована итальянским мастером Джованни де Донди из Падуи в сложных астрономических часах «Астрарий» (Astrarium), которые были изготовлены в период с 1348 по 1364 год. Конструкция пасхалии Донди основывалась на устройстве с колёсной передачей и тремя цепными индикаторами 7980-летнего юлианского периода с табличной системой индикации. Первая цепь с 28 звеньями использовалась для индикации буквы вруцелета и 28-летнего солнечного цикла, вторая цепь с 19 звеньями — для индикации лунного цикла (епакты по 19-летнему метонову циклу), третья цепь — 15-летнего цикла индиктов. Табличный указатель пасхалии был установлен под кольцом индикации даты, который был рассчитан на длительность года в 365 дней (в високосный год Джованни де Донди предполагал останавливать часы на один день).
Конструкция пасхалии табличного типа намного проще пасхалии автоматического действия, поэтому часы с табличной пасхалией встречаются чаще. В частности, французский часовщик Огюст-Люсьен Верите оснастил табличной пасхалией с индикацией вруцелета, епакты, 28-летнего круга Солнцу, круга Луне и индикта монументальные астрономические часы собора святого Иоанна Евангелиста в Безансоне (Франция; с 1858 по 1860 год). Циферблат епакты имеет дополнительную индикацию даты Пасхи на 19-летний период на картушах, хранитель часов должен заменять или перерисовывать их каждые 19 лет.
Индикация 7 экклезиастических циклов – круга Солнцу, юлианской епакты, григорианской епакты, юлианского вруцелета, григорианского вруцелета, круга Луне и индикта имеется и в изготовленных в Париже в 1873 году сверхсложных астрономических часах – Всемирных вселенских часах из Иваново швейцарского мастера Альберта Биллете, которые хранятся в Музее промышленности и искусства им. Д.Г. Бурылина города Иваново (Россия).
Французский часовщик Поль Пувийон включил модуль пасхалии в свои сложные астрономические часы с планетарием, изготовленные с 1918 по 1939 год (вероятно, он продолжал трудиться над совершенствованием часов до 1960-х). Индикатор даты григорианской Пасхи находится в окошке циферблата, под которым установлен диск с штампованными датами Пасхи для 19-летнего периода с 1946 по 1964 год. Индикатор переходящих праздников установлен на циферблате теллурия, установка дат праздников должны производиться вручную. Модуль пасхалии имеет указатели 6 экклезиастических функций – 28-летнего круга Солнцу, григорианской епакты, григорианского вруцелета, круга Луне, индикта и дня недели 1 января следующего года. Указатели экклезиастических функций позволяют производить вычисление даты Пасхи после 1964 года, когда истёк срок действия изготовленного мастером оригинального 19-летнего диска указателя даты Пасхи, что отмечалось во время реставрационных работ, проведённых в 2011–2012 годах.
Табличная пасхалия с циферблатами круга Солнцу, круга Луне и индикта имеется в сложных астрономических маятниковых часах № 4 (Sørnes No.4) норвежского часовщика Расмус-Йонассена Сёрнеса, над которыми он работал с 1958 по 1966 год.
Часы-пасхалия с механическим вычисляющим устройством автоматического действия
Наиболее сложный вариант пасхалии — конструкция с механическим вычисляющим устройством, в котором это устройство автоматически определяет дату Пасхи на основе состояния астрономических и календарных указателей этих же часов.
Первую в мире механическую пасхалию с вычисляющим устройством, функционирующую как составная часть часового механизма, изготовил Жан-Баптист Швильге, французский часовщик из Страсбурга. В 1816 году Швильге сконструировал первый прототип механической пасхалии Comput ecclésiastique, а в 1821 году провёл окончательные вычисления конструкции устройства, производящего автоматический расчёт даты Пасхи на основе григорианского календаря и изготовил его. Пасхалия Швильге установлена им в действующие поныне третьи астрономические часы Страсбургского собора при переделке вторых часов, длившейся с 1838 по 1843 годы. Даты Пасхи и переходящих христианских праздников показываются на поворотном кольцевом указателе циферблата годового календаря и истинного солнечного времени, который установлен в нижней центральной части часов Страсбургского собора.
Впоследствии автоматически действовавшие пасхалии такого типа были изготовлены и встроены в суперсложные астрономические часы всего лишь несколько раз.
Датский мастер Йенс Олсен, посетивший Страсбург в 1897 году, был впечатлён астрономическими часами Жан-Батиста Швильге, действующими в Страсбургском соборе. В 1924 году он изготовил пасхальный калькулятор (Comput ecclésiastique), который имеет определённое сходство с пасхальным калькулятором Швилге, а в 1928 году произвел вычисления конструкции сверхсложных астрономических часов-пасхалии. Работа над этими часами, которые сейчас известны как «Мировые часы» (на датском «Verdensuret»), была окончена в 1955 году, уже через 10 лет после кончины мастера, его коллегой Отто Мортенсеном, взявшимся завершить проект. В настоящее время часы установлены в здании мэрии Копенгагена (Копенгагенская ратуша; дат. Københavns Rådhus). Пасхалия «Мировых часов» Йенса Олсена имеет 5 циферблатов с индикацией григорианского вруцелета, григорианской епакты, круга Солнцу, круга Луне и индикта, в то время как часы также оснащены григорианским вечным календарем, показывающим дату, день недели, месяц и год четырьмя цифрами. Под циферблатами экклезиастических функций расположен необычный табличный календарь, показывающий даты и дни недели всех 12 месяцев в году, фазы Луны на каждый день, а также рассчитанную часами дату Пасхи и даты переходящих праздников. Пасхалия и григорианский вечный календарь автоматически переключаются в полночь в Новый год, чтобы вычислить календарные данные на следующий год.
Пасхалия с указателем даты Пасхи по григорианскому календарю и дат пяти других переходящих праздников, индикаторами григорианского вруцелета, григорианской епакты, круга Солнцу, круга Луне и индикта, по конструкции аналогичная пасхалии Жан-Баптиста Швильге, была сконструирована и установлена французским часовщиком Даниэлем Ваше в его сверхсложные астрономические часы, изготовление которых заняло тридцать лет – с 1938 по 1968 год. Часы также располагают вечным календарём с указателями даты, дня недели, месяца и високосного года.
Часы-пасхалия с оптико-механическим селектором
В часах-пасхалии с оптико-механическим селектором дата Пасхи указывается позицией совпадающих отверстий перфорированных программных дисков. Этот тип указателя, предназначенного для индикации даты православной Пасхи по алгоритму александрийской пасхалии, был изобретён российским часовым мастером Константином Чайкиным в 2005 году (патент RU2306618). Оптико-механическим селектором даты Пасхи автоматического действия оснащены настольные часы «Пасха Христова» (2005), первые в мире часы-пасхалия такого типа.
Часы-пасхалия с индикацией даты православной Пасхи
Часы-пасхалия с механическим вычисляющим устройством, в котором это устройство автоматически определяет дату православной Пасхи, изобретены российским часовым мастером Константином Чайкиным. Для вычисляющего механизма он разработал собственную версию алгоритма, которая отличается от алгоритма Карла Фридриха Гаусса. Часы механически вычисляют дату православной Пасхи в полночь в Новый год и устанавливает календарь на следующий год с помощью трёх кулачковых колес, рычагов, пружин, зубчатых реек и трёх дифференциальных передач. В общей сложности вычислительный механизм состоит из более чем 300 деталей. Православная пасхалия автоматического действия реализована Чайкиным в серии настольных часов «Пасхалия Воскресение» (2007), «Северная Пасхалия» (2015) и «Московская Пасхалия» (2016).
Часы-пасхалия с программным эксцентриком
В наиболее простом варианте часов с функцией пасхалии используется программный эксцентрик индикации даты, поскольку сложная конструкция вычисляющей пасхалии автоматического действия делает проблематичным её встраивание в механизм компактных переносных часов, например, карманных и тем более наручных. Единственный известный образец карманных часов с индикацией даты Пасхи по григорианскому календарю — суперсложные карманные часы «Калибр 89» (Calibre 89) швейцарской фирмы Patek Philippe. В 1989 году были изготовлены четыре экземпляра часов «Калибр 89» и один функционирующий прототип, хранящийся в музее Patek Philippe в Женеве (Швейцария). В устройстве индикации даты Пасхи используется программный эксцентрик, рассчитанный на 28 лет. Предполагается, что после 2017 года, когда заканчивается срок корректного действия программного эксцентрика, его должны были заменить на новый.
Модуль пасхалии монументальных астрономических часов с планетарием Собора святого Петра в Бове (Франция), изготовленных с 1865 по 1868 год французским часовым мастером Огюст-Люсьеном Верите, оснащался указателем даты Пасхи по григорианскому календарю с программным колесом длительного действия, которое рассчитано на 300 лет. Также пасхалия располагает шестью вспомогательными циферблатами индикации григорианского вруцелета, григорианской епакты, круга Солнцу, круга Луне и индикта.

## Пасхальный калькулятор
Пасхальный калькулятор — обособленный модуль пасхалии, производимый для демонстрации принципа действия пасхалии, обкатки, устранения недостатков и совершенствования крайне сложной конструкции этого устройства. Первый в мире автоматический пасхальный калькулятор, действующий по алгоритму григорианской пасхалии, был сконструирован и изготовлен французским часовщиком Жан-Баптистом Швильге (Comput ecclésiastique; 1821 год, был украден из Страсбургского собора в 1944 году). В дальнейшем пасхальные калькуляторы изготавливали датский часовщик Йенс Олсен (Comput ecclésiastique; 1924 год), французский часовщик Фредерик Клингхаммер, который воспроизвёл пасхальный калькулятор Comput ecclésiastique Швильге в уменьшенном виде (1977 год). Российский часовщик Константин Чайкин изготовил пасхальный калькулятор Comput Orthodoxe в 2007 году для демонстрации принципа действия изобретённой им механической православной пасхалии.